# Българско училище „Патриарх Кирил“ (Тел Авив)
Българското училище „Патриарх Кирил“ е училище на българската общност в град Тел Авив, Израел. Създадено е през 2009 г. То функционира към Българския културен център в Израел. Към 2019 г. повечето от учениците са деца на български евреи, заселили се в Израел преди 2000 г., от смесени бракове и на български дипломати. През учебната 2012/2013 г. в него се обучават 43 деца. Разположено е на адрес: бул. „Хабешет“ №6, квартал Яфо. Към 2024 г. директор на училището е Рашел Данон.

## История
Училището е открито през 2009 г. и придобива лиценз от Министерството на образованието и науката на България. Към учебната 2021/2022 г. децата учат български език и литература веднъж в седмицата, както и родинознание и бит като допълнителен предмет към обучението си в местните училища.

## Преподаватели
През учебната 2021/2022 г. преподавателският състав се състои от учителите – Шели Талви, Мариана Мошев и Гергана Петрунов.

## Ученици
Брой на учениците през учебните години:
- 43 – учебна 2012/2013 г.[3]